# 疣星孔珊瑚
疣星孔珊瑚（学名：Astreopora gracilis）为軸孔珊瑚科星孔珊瑚属下的一个种。其种加词来源于拉丁文“gracilis”，意为“纤细的”。